# Bravely Second: End Layer
Bravely Second: End Layer (ブレイブリーセカンド エンドレイヤー, Bureiburī Sekando: Endo Reiyā) é um jogo eletrônico de RPG desenvolvido pela Silicon Studio e publicado pela Square Enix e Nintendo. É uma sequência direta de Bravely Default de 2012 e foi lançado exclusivamente para Nintendo 3DS em abril de 2015 no Japão, em fevereiro de 2016 na Europa e em abril do mesmo ano na América do Norte. A jogabilidade emprega as mecânicas de RPG e batalhas em turnos similar a seu predecessor, com a história seguindo um grupo de protagonistas enquanto tentam encontrar a sequestrada papa Agnès Oblige.